# ماري فون هسن-كاسل
ماري فون هيس كاسل (بالألمانية: Marie von Hessen-Kassel )‏ (و. 1796 – 1880 م) هي رسامة ألمانية، ولدت في هاناو، توفيت في نويشتريليتز، عن عمر يناهز 84 عاماً.